# Avtotor
Avtotor är en fordonstillverkare i Kaliningrad i Ryssland. Avtotor grundades 1996 och tillverkar bland annat BMW, General Motors och Kia för den ryska marknaden. Avtotor har även ett samarbete med Magna International.